# 宛平剧院
上海宛平剧院是中華人民共和國上海市徐匯區中山南二路与宛平南路交叉口的一個戏曲剧场，外觀上以海派玉雕和戏曲折扇為造型，號稱上海之扇。它有一个996座的大剧场，一个262座的小剧场，300平方米的多功能展演厅、电影放映厅和排練廳，总建筑面积2.9万平方米，地上5层，地下3层。宛平剧院始建於1988年，原先的宛平剧院兼具劇場以及電影放映廳功能。2016年開始重建。2021年6月23日，翻新後面積扩大3倍的宛平剧院开幕。重新開幕後上演的首场大型剧目是上海沪剧院的原创剧目《一号机密》。2021年9月29日至2022年2月27日，上海越剧院在宛平剧院演出20场《红楼梦》。

## 外部連結
- 官方网站